# ザ・ネスト
『ザ・ネスト』（The Nest）は、1988年製作のアメリカ映画。

## 概要
小さな島ノース・ポートで、遺伝子組み換え実験によって凶暴化したゴキブリが人々を襲うパニック映画。
ロジャー・コーマンの妻であるジュリー・コーマンが製作し、『ハウリング』で脚本を手がけたテレンス・H・ウインクルスが監督を務めた。

## キャスト
| 役名                   | 俳優                     | 日本語吹替 |
| ---------------------- | ------------------------ | ---------- |
| リチャード・ターベル   | フランク・ラッツ         | 田中正彦   |
| エリザベス・ジョンソン | リサ・ラングロワ         | 大坂史子   |
| エライアス・ジョンソン | ロバート・ランシング     | 廣田行生   |
| モーガン・ハバード博士 | テリー・トリーズ         | 佐藤しのぶ |
| ホーマー               | スティーブン・デイヴィス | 中博史     |
| ジェイク               | ジャック・コリンズ       | 長島雄一   |
| パーキンス             | スティーブ・タネン       | 北川勝博   |
| チャーチ               | ジェフ・ウインクルス     | 青山穣     |
| ペニントン             | ダイアナ・ベラミー       | 鈴木紀子   |
| リリアン               | ナンシー・モーガン       | 加藤沙織   |
| ジェニー               | ハイジ・ヘルマー         | 荒井静香   |